# Коттондейл (Флорида)
Коттондейл (англ. Cottondale) — город, расположенный в округе Джэксон (штат Флорида, США) с населением в 869 человек по статистическим данным переписи 2000 года.

## География
По данным Бюро переписи населения США Коттондейл имеет общую площадь в 4,4 квадратных километров, из которых 3,88 кв. километров занимает земля и 0,52 кв. километров — вода. Площадь водных ресурсов округа составляет 11,82 % от всей его площади.
Город Коттондейл расположен на высоте 40 м над уровнем моря.

## Демография
По данным переписи населения 2000 года в Коттондейлe проживало 869 человек, 239 семей, насчитывалось 376 домашних хозяйств и 445 жилых домов. Средняя плотность населения составляла около 197,5 человек на один квадратный километр. Расовый состав населённого пункта распределился следующим образом: 76,41 % белых, 18,64 % — чёрных или афроамериканцев, 0,35 % — коренных американцев, 0,58 % — азиатов, 3,45 % — представителей смешанных рас, 0,58 % — других народностей. Испаноговорящие составили 4,14 % от всех жителей.
Из 376 домашних хозяйств в 31,1 % воспитывали детей в возрасте до 18 лет, 41,0 % представляли собой совместно проживающие супружеские пары, в 19,4 % семей женщины проживали без мужей, 36,2 % не имели семей. 34,6 % от общего числа семей на момент переписи жили самостоятельно, при этом 17,3 % составили одинокие пожилые люди в возрасте 65 лет и старше. Средний размер домашнего хозяйства составил 2,31 человек, а средний размер семьи — 2,94 человек.
Население города по возрастному диапазону по данным переписи 2000 года распределилось следующим образом: 27,7 % — жители младше 18 лет, 9,8 % — между 18 и 24 годами, 24,3 % — от 25 до 44 лет, 22,8 % — от 45 до 64 лет и 15,4 % — в возрасте 65 лет и старше. Средний возраст жителей составил 36 лет. На каждые 100 женщин в Коттондейлe приходилось 83,7 мужчин, при этом на каждые сто женщин 18 лет и старше приходилось 78,9 мужчин также старше 18 лет.
Средний доход на одно домашнее хозяйство составил 20 509 долларов США, а средний доход на одну семью — 26 667 долларов. При этом мужчины имели средний доход в 24 545 долларов США в год против 18 571 доллар среднегодового дохода у женщин. Доход на душу населения составил 20 509 долларов в год. 24,8 % от всего числа семей в населённом пункте и 27,4 % от всей численности населения находилось на момент переписи населения за чертой бедности, при этом 34,3 % из них были моложе 18 лет и 23,6 % — в возрасте 65 лет и старше.